# David Höner
David Höner (* 1955 in Winterthur) ist ein Schweizer Koch, Journalist, Hörspielautor und Dramatiker.

## Leben
Höner absolvierte eine Ausbildung als Koch und arbeitete danach fünfzehn Jahre lang als Koch, Caterer und Küchenchef. Seit 1990 ist er als Journalist für Radio, Fernsehen und Printmedien und ist als Theater- und Hörspielautor aktiv. 1994 wirkte er an Kultur- und Entwicklungsprojekten in Quito mit und arbeitete dort als Gastronom. 2005 gründete er die Hilfsorganisation Cuisine sans frontières (CSF).
Neben mehreren Hörspielen verfasste Höner die Bücher Kochen ist Politik (Westend Verlag 2019, ISBN 9783864892646) und Köche hört die Signale (Westend Verlag 2021, ISBN 9783864891397). Sein Hörspiel Letzte Sprünge oder die Erlösung des G. wurde in Deutschland im März 1994 Hörspiel des Monats.

## Hörspiele
- 1994: Mit Co-Autorin, Komponistin und Sprecherin Iris Disse: Letzte Sprünge oder Die Erlösung des G. (auch Sprecher: Journalist) – Regie: Iris Disse, David Höner (Hörspielbearbeitung, Ars acustica – NDR)
  - Auszeichnung: Hörspiel des Monats März 1994
- 1996: Gotangotan. Eine Tangoszene nach Motiven einer Erzählung von Jorge Luis Borges – Regie: David Höner (Hörspielbearbeitung – NDR)
- 2006: Mit Co-Autorin und Komponistin Iris Disse: Der Tod tanzt mit (auch Mitwirkung Musik: Bass) – Regie: Iris Disse (Original-Hörspiel – RBB/Magyar Rádió Budapest)
- 2009: Mit Co-Autorin und Komponistin Iris Disse: Der Glasbläser. Surreale Proletenoper für Glas und andere Instrumente (auch Musik und Sprecher: Autor) – Regie: Iris Disse (Originalhörspiel – RBB/Radio Artistica Experimental Latinoamericana (RAEL))
- 2009: Mit Co-Autorin Iris Disse: Nachrichten aus der ungarischen Tiefebene – Die Giftmörderin von der Theiss – Regie: Iris Disse, David Höner (Feature – RBB/WDR/NDR)

Nur Mitwirkung (Musik) Bass; Percussion:
- 2006: Iris Disse: ZEITtraum. Der Ungarnaufstand 1956 – eine Radioperformance – Regie: Iris Disse (Originalhörspiel - RBB/Magyar Rádió Budapest)
  - Auszeichnung: Hörspiel des Monats November 2006